# Futbol a l'Argentina

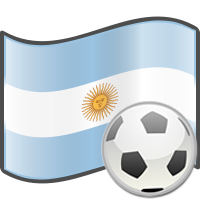

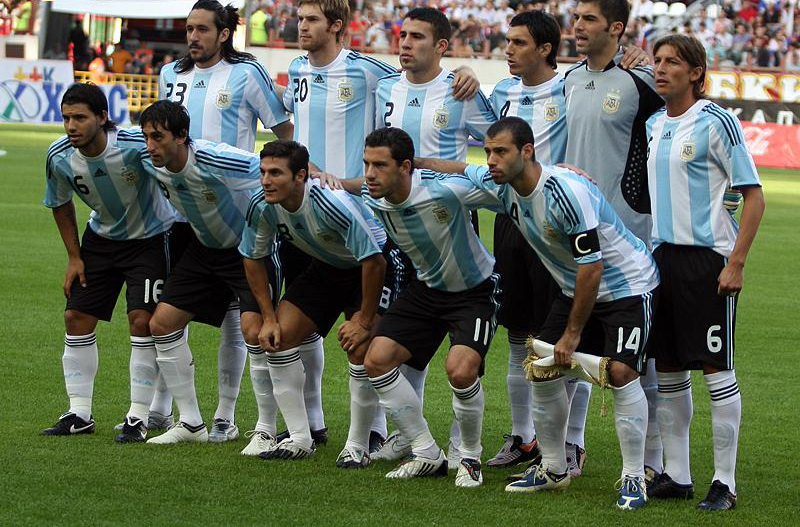
La selecció argentina de futbol del 2009

El futbol a l'Argentina aparegué a la segona meitat del segle xix de la mà d'immigrants anglesos que arribaven per establir-se al país.

## Història

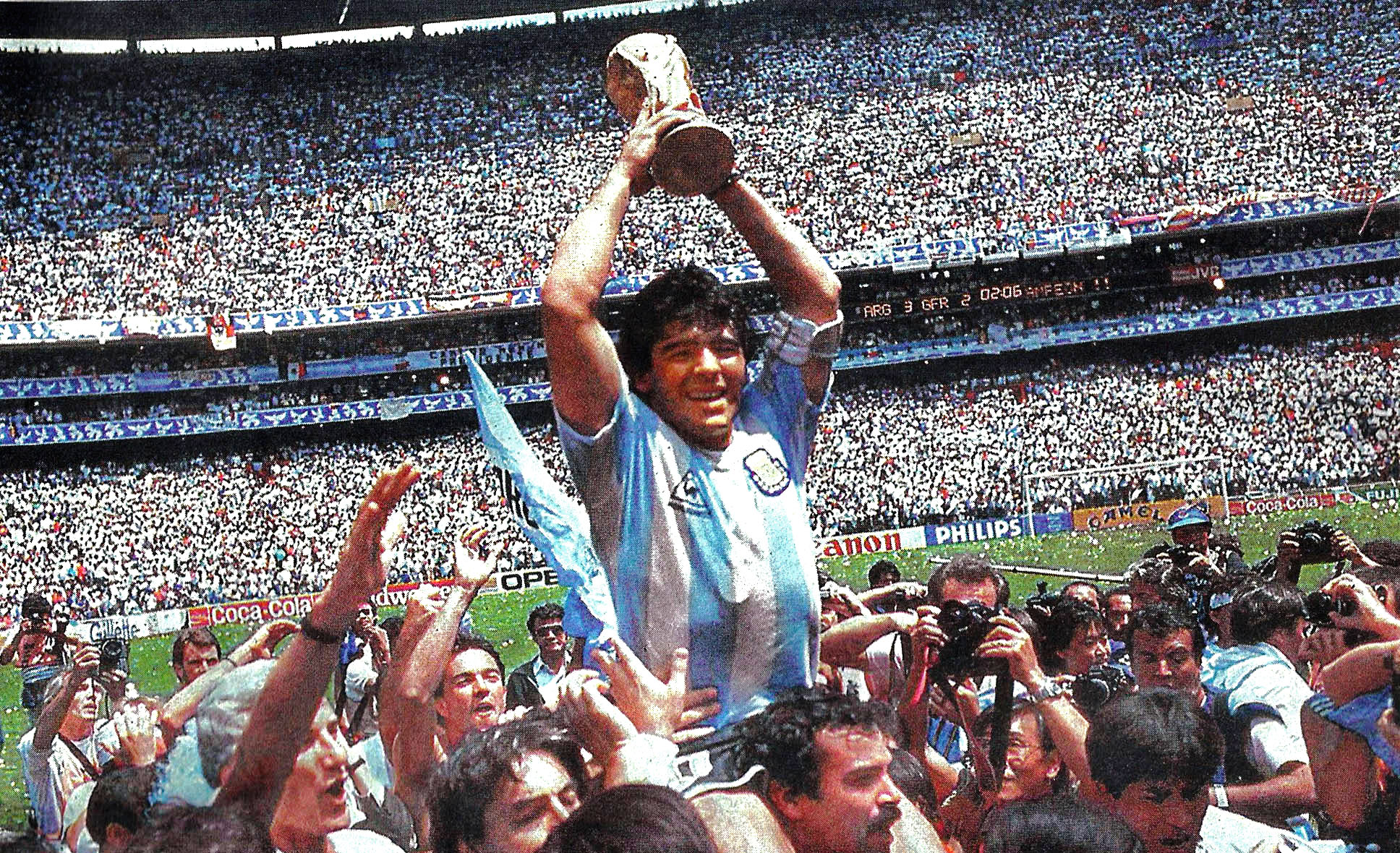
Diego Maradona aixecant la Copa del Món de Futbol de 1986 a Mèxic.

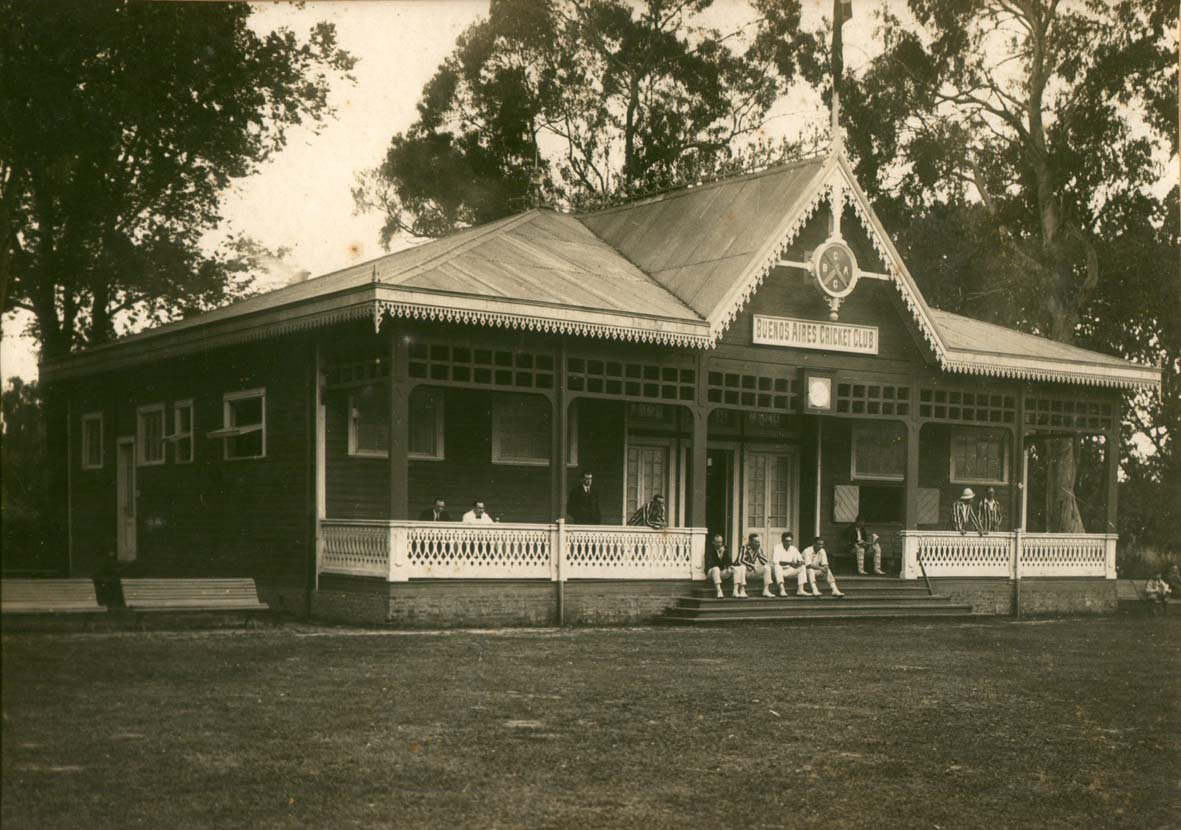
El primer partit de futbol a Argentina es va jugar al camp del Buenos Aires Cricket Club el 20 de juny de 1867, on avui hi ha el Planetari.

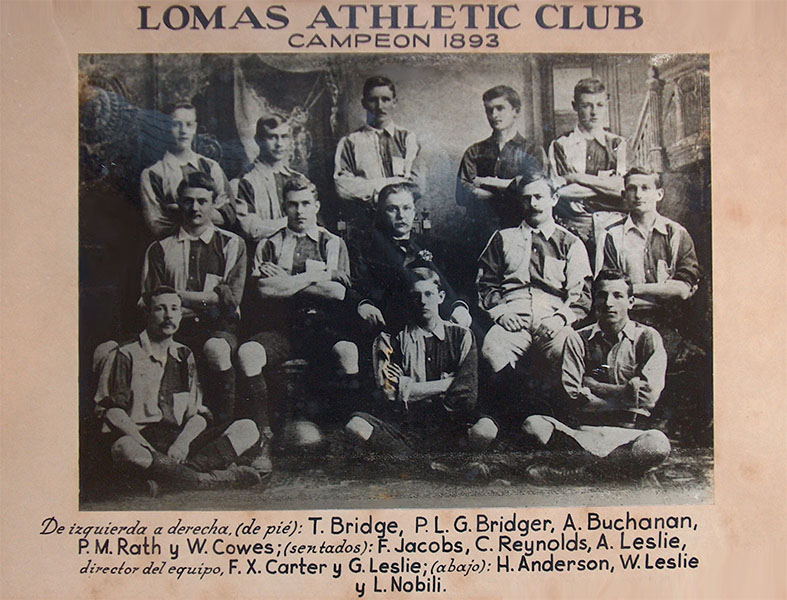
Lomas Athletic, equip campió en 1893.

El primer partit de futbol se jugà el 20 de juny de 1867, al Buenos Aires Cricket Club, situat als boscos de Palermo. El maig d'aquell any els germans Thomas i James Hogg publicaren un avís al diari The Standard amb la intenció d'encetar la pràctica del futbol. El 9 de maig es fundà el Buenos Aires Football Club i s'organitzà el primer partit l'esmentat 20 de juny.
El 1882 arribà al país un immigrant des d'Escòcia, Alexander Watson Hutton, per a fer-se càrrec del col·legi Saint Andrew. Allí desenvolupà la pràctica del futbol. Problemes amb les autoritats de la institució provocaren la seva separació i la creació del English High School, fundat el 2 de febrer de 1884, i que més tard fou anomenat Alumni AC, una institució que guanyà deu campionats amateurs (inclòs l'aconseguit pel English High School) abans de dissoldre's el 1913. L'equip vestia samarreta de ratlles verticals vermelles i blanques i pantaló negre.

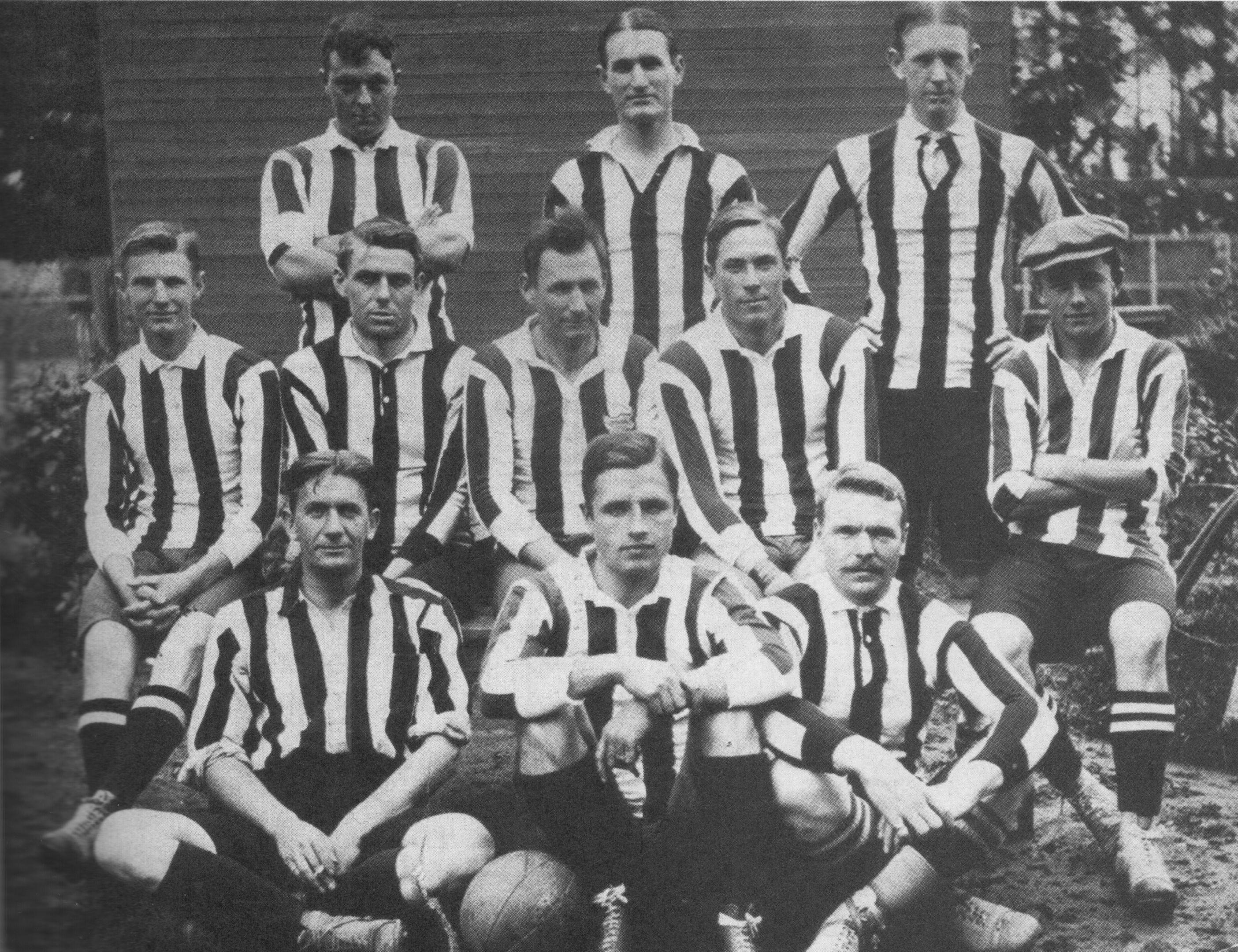
Alumni va ser fundat per l'escocèss Alejandro Watson Hutton. Participà en tretze campionats argentins i en va guanyar 10. En 1911 deixà de competir.

En aquests anys el futbol era jugat generalment per clubs anglesos i posteriorment per escoles, dins d'altres clubs que no es dedicaven exclusivament a ell o al voltant d'empreses amb forta presència de ciutadans britànics, com les empreses ferroviàries. És en aquest context que el 1886 comença la pràctica del futbol als tallers ferroviaris de Junín. El 23 de desembre de 1892 funden el Club Buenos Aires al Pacífico, nom de l'empresa ferroviària.
El 3 de juny de 1887 es funda el Club de Gimnasia y Esgrima La Plata, el més antic, actualment afiliat a l'AFA. Inicialment no era una institució de futbol, el qual es començà a practicar el 1893. El Quilmes Rovers Club es funda el 27 de novembre de 1887. Actualment es denomina Quilmes Atlético Club, essent considerat oficialment com el més antic del futbol argentí. El 24 de desembre de 1889 es funda el Central Argentine Railway Athletic a la ciutat de Rosario, actualment Rosario Central. El 3 de juliol de 1892 es funda el Lobos Athletic Club, el 1896 Club Atlético Banfield, el 1898 el Club Atlético Estudiantes de Buenos Aires i el 1899 el Club Atlético Argentino de Quilmes, entre els equips encara en actiu.
Altres clubs històrics ja desapareguts foren: Old Caledonians, Saint Andrew's, Flores AC, Belgrano Athletic (ex Buenos Aires Railway i Buenos Aires al Rosario Railway), Palermo Athletic, Sp. Barracas, Estudiantil Porteño, Sp Buenos Aires, Retiro AC, Lomas AC (abandonà la pràctica del futbol el 1909, actualment practica esports com el rugbi, l'hoquei o el tennis, entre d'altres. El seu segon equip és el Lomas Academy), United Banks (Lomas de Zamora), CA San Isidro, Sp. Alsina, Barracas Athletic (Lanús), Boca Alumni (Wilde) o Rosario Athletic.

## Competicions
- Campionat argentí de futbol
- Campionat de Rosario de futbol
- Campionat de Santa Fe de futbol
- Campionat de Córdoba de futbol
- Campionat de Mendoza de futbol
- Campionat de Tucumán de futbol
- Campionat de Chaco de futbol
- Campionat de Salta de futbol

## Principals clubs

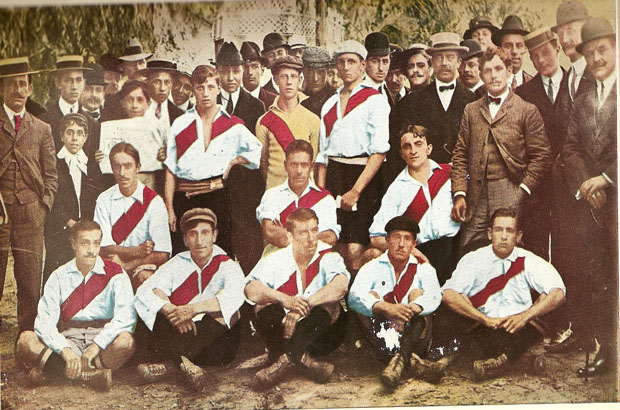
River Plate el 1908.

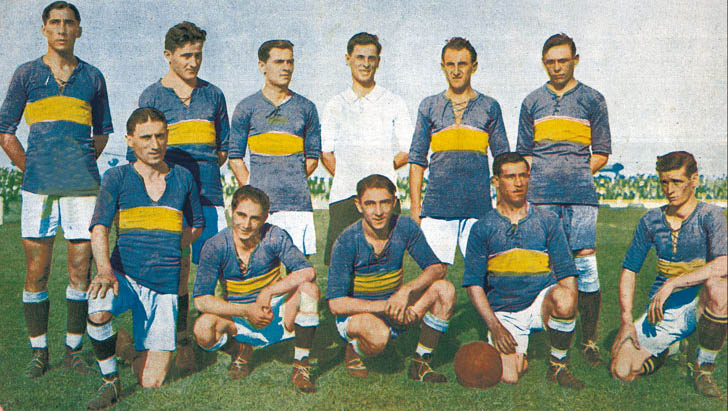
Boca Juniors el 1920.

- Club Atlético Boca Juniors (Buenos Aires)
- Club Atlético River Plate (Buenos Aires)
- Club Atlético San Lorenzo de Almagro (Buenos Aires)
- Club Atlético Vélez Sarsfield (Buenos Aires)
- Asociación Atlética Argentinos Juniors (Buenos Aires)
- Club Ferrocarril Oeste (Buenos Aires)
- Club Atlético Chacarita Juniors (Buenos Aires)
- Club Atlético Huracán (Buenos Aires)
- Club Atlético Nueva Chicago (Buenos Aires)
- Club Deportivo Español (Buenos Aires)
- Club Atlético Atlanta (Buenos Aires)
- Club Atlético Independiente (Avellaneda)
- Racing Club (Avellaneda)
- Club Estudiantes de La Plata (La Plata)
- Club de Gimnasia y Esgrima de La Plata (La Plata)
- Club Atlético Lanús (Lanús)
- Club Atlético Banfield (Banfield)
- Arsenal Fútbol Club (Sarandí)
- Club Olimpo (Bahía Blanca)
- Club Atlético Platense (Vicente López)
- Club Sportivo Italiano (Vicente López)
- Quilmes Atlético Club (Quilmes)
- Club Atlético Unión (Santa Fe)
- Club Atlético Colón (Santa Fe)
- Club Atlético Newell's Old Boys (Rosario)
- Club Atlético Rosario Central (Rosario)
- Club Atlético Central Córdoba (Rosario)
- Club Atlético Talleres (Córdoba)
- Club Atlético Racing (Córdoba)
- Club Atlético Belgrano (Córdoba)
- Instituto Atlético Central Córdoba (Córdoba)
- Club Deportivo Godoy Cruz Antonio Tomba (Mendoza)
- Club Atlético Gimnasia y Esgrima (San Salvador de Jujuy)
- Club Atlético Tucumán (San Miguel de Tucumán)
- Club Atlético San Martín (San Miguel de Tucumán)
- Club Gimnasia y Tiro (Salta)
- Club Atlético Huracán (Corrientes)
- Club Atlético Chaco For Ever (Resistencia)

## Jugadors destacats
Fonts:
Des de 1910
- Alberto Bernardino Ohaco[10]
- Juan Domingo Brown
- B. Pedro Fournol-Calomino

Des de 1920
- Américo Miguel Tesoriere
- Ludovico Bidoglio
- Ángel Segundo Medici
- Juan Evaristo
- Manuel Seoane
- Marino 'Mario' Evaristo
- Julio Libonatti
- Domingo Alberto Tarasconi
- Manuel Ferreira

Des de 1930
- Juan Botasso
- Roberto Sbarra
- Antonio Sastre
- Alejandro Scopelli
- Carlos Desiderio Peucelle
- Guillermo Stábile
- Bernabé Ferreyra
- Francisco Varallo
- Miguel Ángel Lauri
- Herminio Masantonio
- Alberto Zozaya
- Enrique García
- Roberto Eugenio Cherro

Des de 1940
- José Salomón
- José Manuel Moreno
- Norberto 'Tucho' Méndez
- René Alejandro Pontoni
- Rinaldo Fioramonte Martino
- Adolfo Pedernera
- Ángel Amadeo Labruna
- Mario Emilio H. Boyé
- Félix Loustau
- Carlos Adolfo Sosa

Des de 1950
- Julio Cozzi
- Amadeo Raúl Carrizo
- Rogelio Domínguez
- Federico Vairo
- Néstor Raúl Rossi
- Alfredo Di Stefano
- José Héctor Rial
- José Francisco Sanfilippo
- Orestes Omar Corbatta
- Antonio Valentín Angelillo
- Vicente de la Mata
- Rubén Bravo
- Ernesto Grillo

Des de 1960
- Agustín Mario Cejas
- Miguel Ángel Santoro
- Antonio Roma
- Silvio Marzolini
- Roberto Alfredo Perfumo
- Antonio Ubaldo Rattin
- Ermindo Ángel Onega
- Óscar Tomás Mas
- Enrique Omar Sívori
- Humberto D. Maschio
- Luis Artime

Des de 1970
- Daniel Carnevali
- Hugo Orlando Gatti
- Américo Rubén Gallego
- Alberto César Tarantini
- Miguel Ángel Brindisi
- Ricardo Bochini
- Osvaldo César Ardiles
- Rubén Hugo Ayala
- Ricardo Daniel Bertoni
- Carlos Bianchi
- René Orlando Houseman
- Delio Onnis
- Mario Alberto Kempes

Des de 1980
- Ubaldo Matildo Fillol
- Daniel Alberto Passarella
- Diego Armando Maradona
- Jorge Luís Burruchaga
- Jorge Alberto Valdano
- Ramón Ángel Díaz

Des de 1990
- Óscar Alfredo Ruggeri
- Fernando Redondo
- Diego Pablo Simeone
- Juan Sebastián Verón
- Claudio Paul Caniggia
- Gabriel Omar Batistuta
- Ariel Arnaldo Ortega
- Abel Eduardo Balbo
- Claudio Javier López

Des de 2000
- Roberto Ayala
- Pablo César Aimar
- Juan Román Riquelme
- Hernán Crespo
- Javier Pedro Saviola
- Carlos Tévez
- Javier Zanetti
- Juan Pablo Sorín

Des de 2010
- Ángel Di María
- Javier Mascherano
- Lionel Messi
- Sergio Agüero
- Paulo Dybala

## Principals estadis

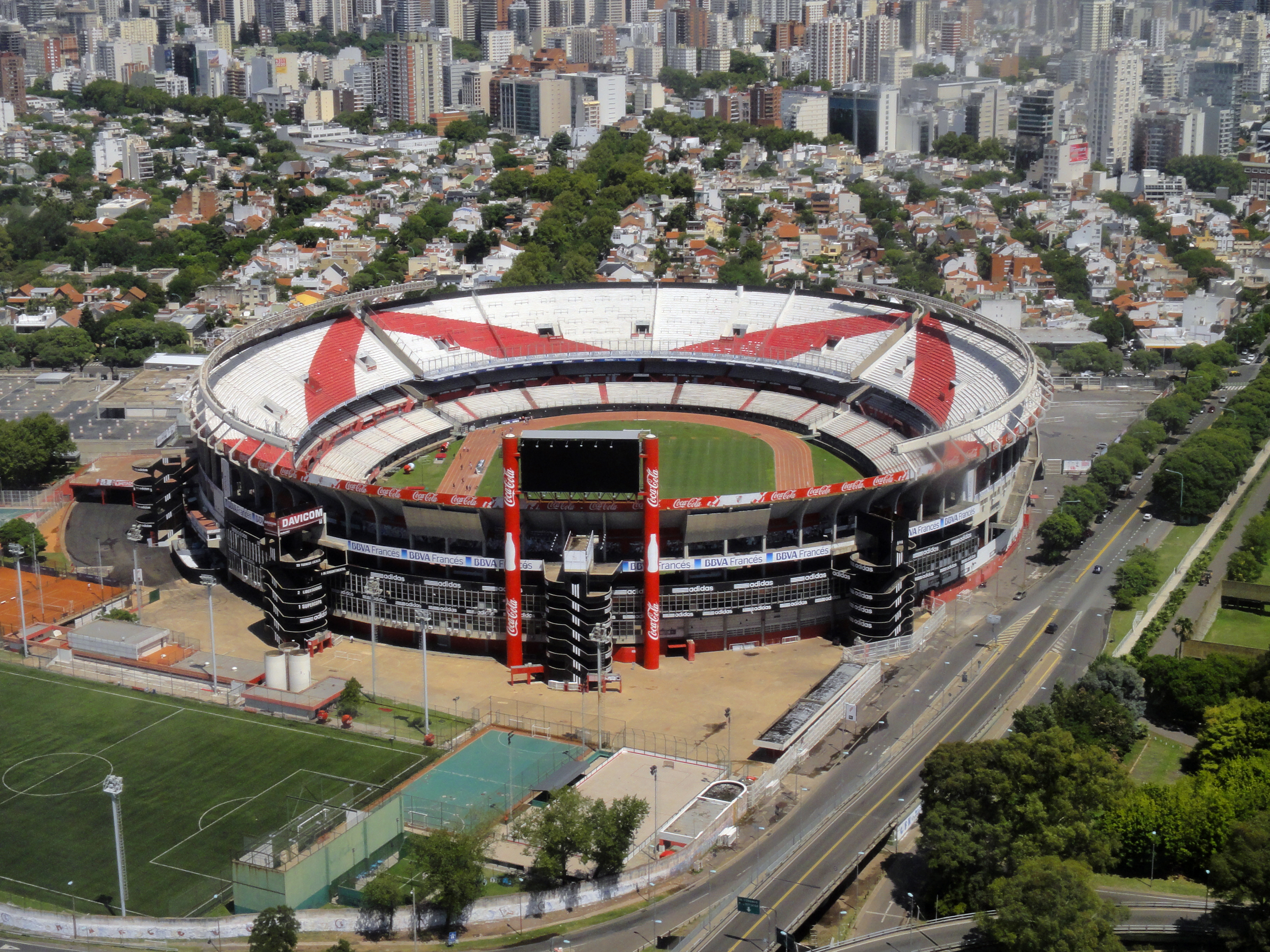
Estadi Monumental-Antonio Vespucio Liberti.

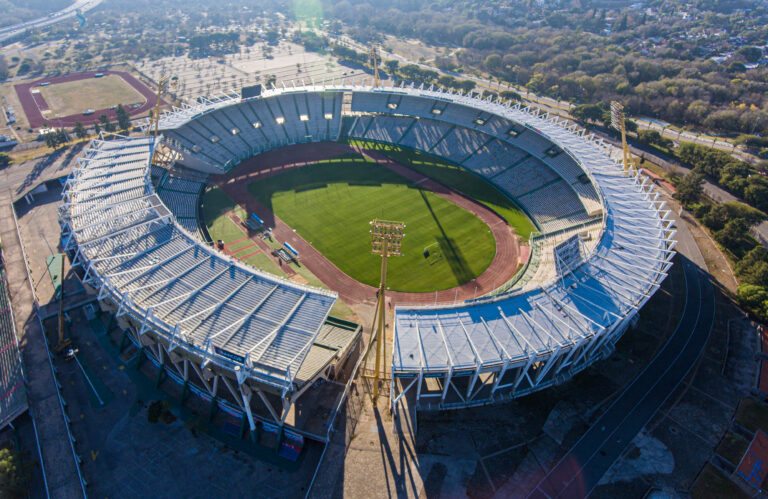
Estadi Chateau Carreras - Mario Alberto Kempes.

| #  | Estadi                                                 | Capacitat | Ciutat          | Any inauguració |
| -- | ------------------------------------------------------ | --------- | --------------- | --------------- |
| 1  | Antonio Vespucio Liberti - Monumental                  | 70.074    | Buenos Aires    | 1938            |
| 2  | Mario Alberto Kempes - Chateau Carreras                | 57.000    | Córdoba         | 1989            |
| 3  | Presidente Perón - El Cilindro                         | 61.000    | Avellaneda      | 1950            |
| 4  | Ciudad de La Plata - Estadio Único                     | 53.000    | La Plata        | 2003            |
| 5  | Libertadores de América - La Doble Visera de Cemento   | 50.365    | Avellaneda      | 1928            |
| 6  | José Amalfitani - El Fortín                            | 49.540    | Buenos Aires    | 1951            |
| 7  | Alberto J. Armando - La Bombonera                      | 49.000    | Buenos Aires    | 1940            |
| 8  | Tomás Adolfo Ducó - El Palacio                         | 48.314    | Buenos Aires    | 1949            |
| 9  | Ciudad de Lanús - La Fortaleza                         | 47.027    | Lanús           | 1929            |
| 10 | Pedro Bidegain - Nuevo Gasómetro                       | 44.964    | Buenos Aires    | 1993            |
| 11 | Dr. Lisandro de la Torre - Gigante de Arroyito         | 42.000    | Rosario         | 1926            |
| 12 | Malvinas Argentinas - Ciudad de Mendoza                | 40.268    | Mendoza         | 1978            |
| 13 | Marcelo Bielsa - Coloso del Parque                     | 38.000    | Rosario         | 1911            |
| 14 | B.G. Estanislao López - El Cementerio de los Elefantes | 37.000    | Santa Fe        | 1946            |
| 15 | Eduardo Gallardón                                      | 36.542    | Lomas de Zamora | 1940            |
| 16 | José María Minella - Estadio Mundialista               | 35.354    | Mar del Plata   | 1978            |